# 6 км (зупинний пункт, Одеська залізниця)
6 км — зупинна платформа Одеської дирекції Одеської залізниці на лінії Мигаєве — Ротове.

## Загальні відомості
Розташована в селі Наливайкове Новоборисівській сільській громаді Роздільнянського району Одеської області, між станцією Мигаєве і зупинною платформою Зименове.
На платформі зупинявся дизель-поїзд Роздільна — Ротове («Бомбей») місцевого сполучення.
Поряд із платформою проходить автошлях територіального значення Т 1615. До початку 2010-х років біля зупинної платформи був необладнаний (на початку існування платформи був обладнаний) залізничний переїзд, який поєднував село Наливайкове з цією автодорогою.